# Avinguda dels Tarongers

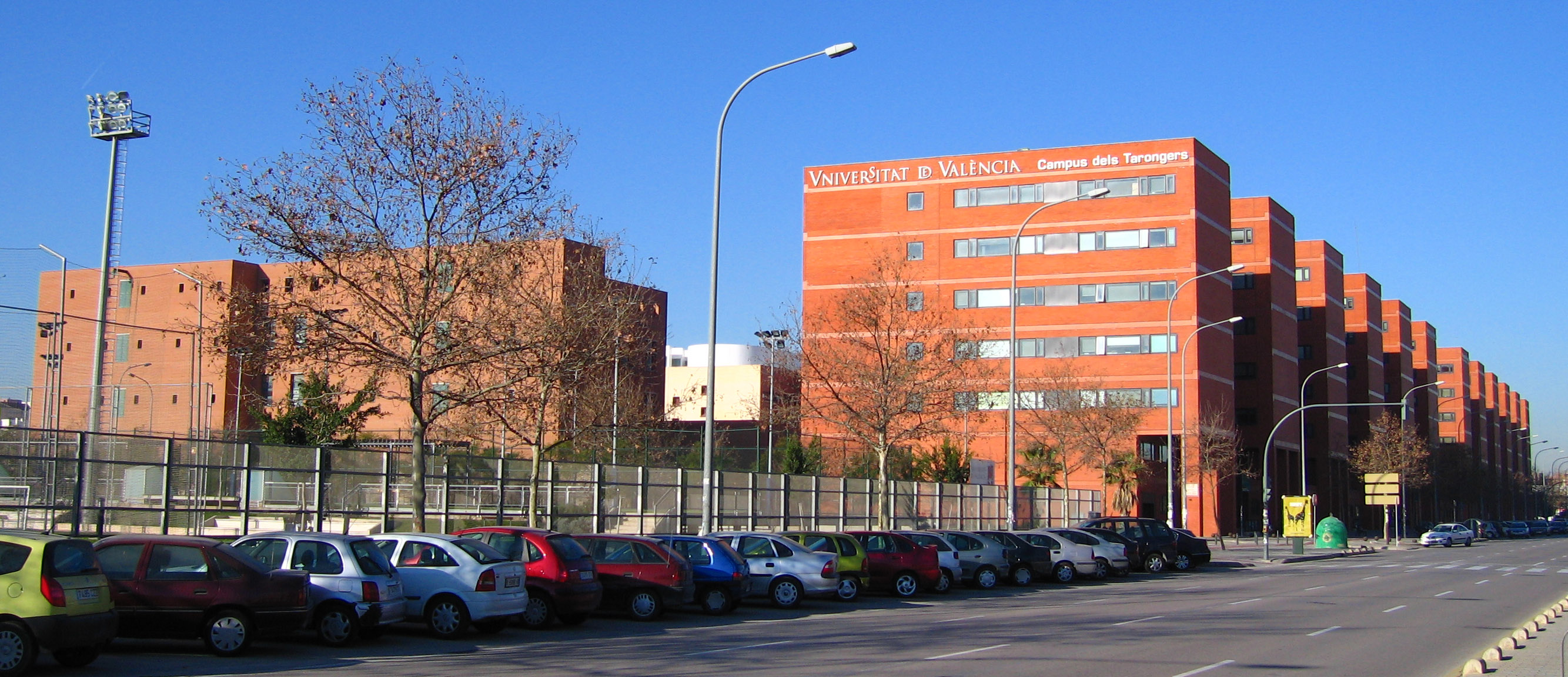
El Campus dels Tarongers

L'avinguda dels Tarongers és una avinguda principal de València situada al nord-est de la ciutat entre l'avinguda de Catalunya i el carrer d'Eugènia Vinyes.
L'avinguda pren el nom del taronger, l'arbre fruiter més típic del País Valencià. Travessa d'oest a est el barri de La Carrasca al districte d'Algirós i separa els barris de La Malva-rosa i El Cabanyal al districte dels Poblats Marítims. També passa pel nord del poblat marítim de Beteró.
Malgrat no ser considerada com a part de la Ronda Nord de València fa la funció de circumval·lació urbana de la ciutat pel nord-est al connectar l'avinguda dels Germans Machado (que forma part de la Ronda Nord) amb el carrer de Luis Peixó (que forma part de la Ronda Est).
Fita amb artèries importants com les esmentades avinguda de Catalunya i Ronda Nord a més de l'autovia V-21, el carrer del Doctor Vicent Zaragozà, el carrer Clariano, el carrer de Ramon Llull, el carrer de Luis Peixó, el carrer de l'Enginyer Fausto Elio, l'avinguda de la Malva-rosa, el carrer de Cavite, el carrer d'Isabel de Villena i el carrer d'Eugènia Viñes.
Dona accés al Campus de Vera de la Universitat Politècnica de València i al Campus dels Tarongers de la Universitat de València.

## Història
És una avinguda nova construïda per connectar els campus de la Universitat de València i la Universitat Politècnica de València amb l'A-7 (eixida nord de la ciutat). Abans de construir-hi l'avinguda, l'indret era horta, i formava part del Camí de Vera.

## Elements importants
L'avinguda consta de dues calçades de quatre carrils en cada direcció, separades per una mitjana per on discorre la línia de tramvia. Al llarg del vial, n'hi ha cinc parades: Universitat Politècnica, la Carrasca, Tarongers, Serreria i la Cadena. En l'actualitat, hi donen servei les línies T4 i T6 del Metro de València; per contra, els autobusos municipals no recorren el llarg de l'avinguda, i es limiten a la zona corresponent a l'entrada principal de la UPV.
L'avinguda, a diferència d'altres avingudes de la ciutat, no disposa de cap parc o zona ajardinada. Sí que té dos carrils bici, a ambdós costats.
Des del 2020, s'hi col·loca el rastre cada diumenge.